# Borlänge
Borlänge je grad u središnjoj Švedskoj u županiji Dalarna .

## Stanovništvo
Prema podacima o broju stanovnika iz 2005. godine u gradu živi 39.422 stanovnika.

## Vanjske poveznice
- Službena stranica grada  Arhivirana inačica izvorne stranice od 17. ožujka 2009. (Wayback Machine)

### Ostali projekti
|  | Zajednički poslužitelj ima još gradiva o temi Borlänge |